# Aggházy Mária
Aggházy Mária (Rákospalota, 1913. június 26. – Budapest, 1994. november 2.) művészettörténész.

## Családja
Édesapja Aggházy Tibor (1880–1956) építészmérnök, MÁV főfelügyelő, városi képviselő, a Zeneművelő Egyesület titkára, édesanyja Aggházyné Balló Mariska (1885–1956) festőművész, rajztanár, apai nagyapja Aggházy Gyula (1850–1919) festőművész volt, anyai nagyapja Balló Mátyás vegyész, tanár.

## Életpályája
1932-ben érettségizett az újpesti Kanizsai Dorottya Leánygimnáziumban, ezután 1937-ben a Pázmány Péter Tudományegyetemen Bölcsészettudományi Karán végzett művészettörténetből, történelemből, régészetből. Első és egyetlen munkahelye a Szépművészeti Múzeum volt. 1947-től 1967-ig a könyvtár és egyéb segédgyűjtemények osztályát vezette, 1967–1974 között a régi szobrok gyűjteményének vezetője volt. A magyarországi reneszánsz és barokk szobrászat történetének kutatója volt. Egyetemi doktori értekezésében a zirci rendház levéltárában feltárt dokumentumok alapján foglalta össze a zirci apátság 18. századi templomépítkezéseit, azonosította Georg Raphael Donner addig ismeretlen Pozsony környéki műveit is. Doktori értekezését Leonardo da Vinci-kutatásaiból védte meg, 1977-ben.

## Díjak, kitüntetések
- Ipolyi Arnold-emlékérem (1977)
- Pro Urbe Budapest Díj (1994)

## Fontosabb művei
- A zirci apátság templomépítkezései a XVIII. században. Egyetemi doktori értekezés, Veszprém, 1937
- Georg Raphael Donner ismeretlen magyarországi alkotásai. Szépművészet, 1941
- Régi magyar faszobrok. Budapest, 1958 (orosz és német nyelven is kiadták)
- A barokk szobrászat Magyarországon. 1–3. Monográfia és kandidátusi értekezés is. Bp., 1959
- Magyarországi barokk művészet. Budapest, 1960
- Német barokk művészet. Budapest, 1961
- Német reneszánsz művészet. Budapest, 1961
- Leonardo lovasszobra. Budapest 1972, angolul 1989
- Leonardo utolsó alkotása és az északolasz-francia udvari műveltség 1500 körül. Doktori értekezés. Budapest, 1977
- Olasz és spanyol mesterek szobrai. Budapest, 1977 (német és angol nyelven is kiadták)

## Az Aggházy család (Balló-Aggházy ág)
| Családfa |
| -------- |
|          |